# ATP St. Pölten 2002
L'ATP St. Pölten 2002, noto come International Raiffeisen Grand Prix St. Polten per motivi di sponsorizzazione, è stato un torneo professionistico maschile di tennis giocato sulla terra rossa. È stata la 22ª edizione del torneo, la tredicesima inserita nell'ATP Tour, faceva parte della categoria International Series e si è svolta nell'ambito dell'ATP Tour 2002. Si è giocato dal 20 al 26 maggio 2002 allo Sportzentrum Niederösterreich di Sankt Pölten, in Austria.
È stata la nona edizione di questo torneo giocata a Sankt Pölten, le prime nove edizioni si erano svolte a Bari, le tre iniziali facevano parte delle Challenger Series e le sei successive erano state poste sotto l'egida del Grand Prix. Prima di approdare a Sankt Pölten, il torneo era quindi stato trasferito per quattro edizioni a Genova, dove per la prima volta è stato inserito nell'ATP Tour.

## Campioni

### Singolare
Nicolás Lapentti ha battuto in finale  Fernando Vicente con il punteggio di 7–5, 6–4

### Doppio
Petr Pála /  David Rikl hanno battuto in finale  Mike Bryan /  Michael Hill con il punteggio di 7–5, 6–4